# ミウトン・ケイロス・ダ・パイション
チッタ (Tita) こと、ミウトン・ケイロス・ダ・パイション（Milton Queiroz da Paixão, 1958年4月1日 - ）は、ブラジル・リオデジャネイロ出身の元サッカー選手、現サッカー指導者。

## 経歴
フラメンゴ時代、ブラジル代表ではジーコが居た影響で右ウイングを務め、正確で鋭いクロスを武器に活躍。他のチームでは攻撃的ミッドフィールダーとして、ブラジル、ドイツ、イタリア、メキシコ、グアテマラのクラブでプレー。
フラメンゴのユースで育ち、そのフラメンゴ、グレミオで、それぞれ1981年と1983年のコパ・リベルタドーレスに優勝、同年のトヨタカップ制覇も経験している。1984年にはコパ・リベルタドーレス得点王も獲得した。1988年にはバイエル・レバークーゼンのUEFAカップ優勝に貢献している。ブラジル代表にも選ばれ1990年のイタリアワールドカップも経験。代表通算32試合6得点を記録した。
引退後はヴァスコ・ダ・ガマでコーチを務めた後、アメリカーノFC、ヴァスコ・ダ・ガマで監督を務めた。2001年はJ1に復帰した浦和レッズの監督に就任した。1stステージは7位と健闘したが2ndステージに入ると早々に辞任した。
2006年には、ジュニオールとともにスカウティング担当として、ジーコ監督率いるワールドカップドイツ大会の日本代表スタッフに加わった。

## 所属クラブ
- CRフラメンゴ 1977-1982
- グレミオFBPA 1983
- CRフラメンゴ 1983-1985
- SCインテルナシオナル 1985-1986
- CRヴァスコ・ダ・ガマ 1987
- バイエル・レバークーゼン 1987-1988
- ペスカーラ・カルチョ 1988-1989
- CRヴァスコ・ダ・ガマ 1989-1990
- クルブ・レオン 1990-1994
- プエブラFC 1994-1995
- クルブ・レオン 1995-1996
- コムニカシオネスFC 1997-1998

## 代表歴
- ブラジル代表 1979-1990
  - 1989年 - コパ・アメリカ
  - 1990年 - イタリアワールドカップ

### 試合数
- 国際Aマッチ 31試合 6得点（1979年-1990年）[2]

| ブラジル代表 | 国際Aマッチ | 国際Aマッチ |
| 年           | 出場        | 得点        |
| ------------ | ----------- | ----------- |
| 1979         | 4           | 2           |
| 1980         | 3           | 1           |
| 1981         | 7           | 2           |
| 1982         | 0           | 0           |
| 1983         | 8           | 1           |
| 1984         | 2           | 0           |
| 1985         | 0           | 0           |
| 1986         | 0           | 0           |
| 1987         | 0           | 0           |
| 1988         | 0           | 0           |
| 1989         | 6           | 0           |
| 1990         | 1           | 0           |
| 通算         | 31          | 6           |

## 指導歴
- アメリカーノFC 2000
- CRヴァスコ・ダ・ガマ 2000
- 浦和レッドダイヤモンズ 2001
- エル・パソ・ペイトリオッツ（英語版） 2002
- アメリカFC (リオデジャネイロ州) 2002-2003
- バングーAC 2003
- アメリカーノFC 2003
- SERカシアス・ド・スル 2004
- クルーベ・ド・レモ 2004-2005
- カンピネンセ・クルーベ 2005
- オラリアAC 2005
- 日本代表チームスタッフ 2006
- トゥピFC 2006-2007
- マカエEFC 2007-2008
- CRヴァスコ・ダ・ガマ 2008
- アメリカFC (リオグランデ・ド・ノルテ州) 2009
- ヴォルタ・レドンダFC 2010
- クルブ・レオン 2010-2011
- クルブ・ネカクサ 2012
- マカエEFC 2016

※ 特筆なき限り、役職は監督

## 監督成績
| 年度 | チーム | 所属    | 順位 | 勝点 | 試合 | 勝 | 分 | 敗 |
| ---- | ------ | ------- | ---- | ---- | ---- | -- | -- | -- |
| 2001 | 浦和   | J1・1st | 7位  | 21   | 15   | 7  | 1  | 7  |
| 2001 | 浦和   | J1・2nd | -    | 3    | 3    | 1  | 0  |    |

2001年2ndステージ第3節終了後に辞任。

## タイトル

### 選手時代
CRフラメンゴ
- ラモン・デ・カランサ杯:2回（1979、1980）
- タッサ・グアナバラ:5回（1979、1980、1981、1982、1984）
- カンピオナート・カリオカ:3回（1978、1979、1981）
- カンピオナート・ブラジレイロ・セリエA:2回（1980、1982）
- アストゥリアス杯:1回（1980）
- アルガルヴェ杯:1回（1980）
- サンタンデール市杯:1回（1980）
- ナポリ国際トーナメント:1回（1981）
- コパ・リベルタドーレス:1回（1981）
- インターコンチネンタルカップ:1回（1981）
- ブラジル・パラグアイカップ:1回（1982）
- ブラジル・アルゼンチンカップ:1回（1982）

グレミオFBPA
- コパ・リベルタドーレス:1回（1983）

CRヴァスコ・ダ・ガマ
- ラモン・デ・カランサ杯:1回（1987）
- タッサ・グアナバラ:2回（1987、1990）
- カンピオナート・カリオカ:1回（1987）
- カンピオナート・ブラジレイロ・セリエA:1回（1989）
- アメリカ・ゴールドカップ（アメリカ）:1回（1987）

バイエル・レバークーゼン
- UEFAカップ:1回（1987-88）

クルブ・レオン
- リーガMX:1回（1991-92）

コムニカシオネスFC
- リーガ・ナシオナル・グアテマラ:1回（1996-97）

ブラジル代表
- パンアメリカン競技大会:1回（1987）
- コパ・アメリカ:1回（1989）

個人
- コパ・リベルタドーレス得点王:1回（1984）
- カンピオナート・ガウショ得点王:1回（1985）